# 슈웨타 트리파티
슈웨타 트리파티(힌디어: श्वेता त्रिपाठी, 영어: Shweta Tripathi, 1985년 7월 6일 ~ )는 인도의 배우이다.